# Антыяха
Антыяха — ручей в России, протекает в Ямало-Ненецком АО. Впадает справа в протоку Харампура — Яёшонсю. Длина реки составляет 14 км.
Берёт начало в одном из озёр Красноселькупского района. Течёт на запад по болотистой местности. Протекает через озеро Антыяганто. Впадает в протоку Яёшонся реки Харампур на территории Пуровского района.

## Данные водного реестра
По данным государственного водного реестра России относится к Нижнеобскому бассейновому округу, водохозяйственный участок реки — Пур. Речной бассейн реки — Пур.
Код объекта в государственном водном реестре — 15040000112115300058517.